# Heinen
von Heinen er en svensk-tysk adelsslægt. Den har levet i Danmark, men blev aldrig naturaliseret.

## Historie
Slægten kan føres tilbage til Peter og Martin Hein, som i Livland adledes von Heinen 10. februar 1690. Slægten kom dernæst til Sverige, hvor den blev introduceret på Riddarhuset 6. november 1697 som nr. 1289. Slægten fik preussisk adelskonfirmation 6. december 1819 (for Carl Friedrich Ludwig von Heinen, kgl. preussisk regeringsråd).

### I Danmark
Slægten kom også til Holland, hvor dens medlemmer blev købmænd og derfor gled ud af adelstanden, og til Danmark med officeren Albrecht Christopher von Heinen (1651-1712). Han blev gift 1686 med Margrethe Brüggemann (1672 - efter 1732), datter af etatsråd Nicolai Brüggemann til Ulriksholm på Fyn, og de blev forældre til major Ulrik Frederik von Heinen (1695-1761), der giftede sig med kusinen Catharina von Brüggemann og overtog Ulriksholm. De blev forældre til stiftamtmand Caspar Herman von Heinen (1729-1767) til Hollufgård og Margrethe von Heinen (1730-1805), som var gift med stiftamtmændene (1) Christian Stockfleth og (2) Caspar Herman Storm.
Caspar Herman von Heinen var fader til kammerherre Albrecht Christopher von Heinen (1758-1814) til Hollufgård og Fraugdegård, hvis søn var kaptajn, kammerjunker, forstkandidat og inspektør i Klasselotteriet Caspar Herman von Heinen (1787-1834) til Hollufgård. Slægten uddøde i Danmark med ham, men navn og våben er gået over til familien Wedel-Heinen.